# ダイヴァー・ダウン
ダイヴァー・ダウン（Diver Down）は、ヴァン・ヘイレンが1982年に発表したアルバム。通算5作目。

## 解説
12曲中5曲がカヴァー（各々のオリジナルは下記参照）。インストゥルメンタルも2曲あり、「大聖堂」はボリューム奏法を駆使した曲で、「リトル・ギター (イントロ)」はガット・ギターを使用。
アルバムは全米3位に達し、先行シングル「オー・プリティ・ウーマン」は全米12位、メインストリーム・ロック・チャートでは1位を獲得。第2弾シングル「ダンシング・イン・ザ・ストリート」は全米38位、メインストリーム・ロック・チャートでは3位。更に「シークレット」「リトル・ギター」「ザ・フル・バグ」「グッド・タイムズ」もメインストリーム・ロック・チャートにチャート・インを果たした。

## 収録曲
特記なき楽曲はメンバー4人の共作。
1. グッド・タイムズ - "Where Have All the Good Times Gone!" (Ray Davies) - 3:02
キンクスのカヴァー。ヴァン・ヘイレンがキンクスの曲を取り上げるのは「ユー・リアリー・ガット・ミー」に続いて2度目。
2. ハング・エム・ハイ - "Hang 'Em High" - 3:28
3. 大聖堂 - "Cathedral" - 1:20
4. シークレット - "Secrets" - 3:25
5. イントゥルーダー - "Intruder" - 1:39
6. オー・プリティ・ウーマン - "(Oh) Pretty Woman" (William Dees, Roy Orbison) - 2:53
ロイ・オービソンが1964年に米英のチャートで1位を獲得した曲のカヴァー。
7. ダンシング・イン・ザ・ストリート - "Dancing in the Street" (Marvin Gaye, Ivy Hunter, William Stevenson) - 3:43
マーサ&ザ・ヴァンデラスが1964年に全米2位に送り込んだ曲のカヴァー。
8. リトル・ギター (イントロ) - "Little Guitars (Intro)" - 0:42
9. リトル・ギター - "Little Guitars" - 3:47
10. ビッグ・バッド・ビル - "Big Bad Bill (Is Sweet William Now)" (Milton Ager, Jack Yellen) - 2:44
1924年に作られたスタンダード・ナンバー。
ヴァン・ヘイレン兄弟の父ヤンもクラリネットで参加している。
11. ザ・フル・バグ - "The Full Bug" - 3:18
12. ハッピー・トレイルズ - "Happy Trails" (Dale Evans) - 1:03
ロイ・ロジャースと、作者であるデイル・エヴァンスが出演していたテレビ番組『The Roy Rogers Show』のエンディング・テーマ曲。本作ではア・カペラで歌われている。

## 参加ミュージシャン
- デイヴィッド・リー・ロス - ボーカル
- エドワード・ヴァン・ヘイレン - ギター、キーボード、ボーカル
- マイケル・アンソニー - ベース、ボーカル
- アレックス・ヴァン・ヘイレン - ドラムス

ゲスト・ミュージシャン
- ヤン・ヴァン・ヘイレン - クラリネット(on 10.)